# Renzoku terebi shōsetsu
Renzoku terebi shōsetsu (連続テレビ小説?   «Novela serializada en TV») —expresión comúnmente abreviada como asadora (朝ドラ?   «dramatizado matutino»)— es un contenedor de una franja de dramatizados televisivos japoneses transmitido desde 1961 por la cadena pública NHK.
En la actualidad, se emiten dos series al año, todos los días de lunes a sábado, cada una de 156 capítulos de 15 minutos: una de abril a septiembre, producida por la estación de la NHK de Tokio, y otra de octubre a marzo, a cargo de la estación de la NHK de Osaka.
Prácticamente todas las tramas se centran en una heroína que a lo largo de su vida enfrenta varios retos y trabaja para alcanzar sus sueños. La protagonista es escogida por la NHK mediante una audición a la que se postulan millares de actrices. Quienes lo consiguen, además de convertirse en las protagonistas del asadora, se hacen portavoces de la NHK, participando en eventos de la cadena como la gala anual musical de Nochevieja Kōhaku Uta Gassen. Por lo general, esta serie le sirve de trampolín a la joven actriz para lograr mejores oportunidades en la industria del entretenimiento japonesa.
El asadora más popular ha sido Oshin (1983), cuyo promedio de sintonía en Japón fue de 52,6 y el cual fue exportado a varios países, entre ellos los de gran parte de América Latina y Oriente Medio.
La serie actualmente al aire, el centésimo undécimo asadora, es Omusubi (おむすび?), protagonizada por Kanna Hashimoto, ambientada en Fukuoka a comienzos del siglo XXI y estrenada el 30 de septiembre de 2024.

## Historia
Según el periodista Asato Izumi, el origen de los asadora se remonta a los seriales radiofónicos matutinos de la propia NHK, que tenían como característica una o varias menciones horarias entre las escenas (en la actualidad (2024), durante la emisión íntegra del asadora aparece un reloj en la esquina superior izquierda de la pantalla). Michiko Hayashi, protagonista de Uzushio (1964), sería la primera joven actriz impulsada por un asadora. El primer asadora de gran éxito fue Ohanahan (1966-1967), protagonizado por Fumie Kashiyama.

### Emisión
Los asadora se transmiten de lunes a sábado —el episodio sabatino es un resumen de la semana—, de 08:00 a 08:15 (hora estándar de Japón, JST) por las cadenas NHK-G (para Japón) y NHK World Premium (para fuera del país), si bien los capítulos se estrenan media hora antes en los canales satelitales NHK BS y NHK BS Premium 4K. En NHK-G y NHK World Premium se repite de 12:45 a 13:00 JST. Las series también se emitían en los extintos canales internacionales JSTV (para Europa, reemplazado por NHK World Premium) y TV Japan (Estados Unidos y Canadá, reemplazado por la plataforma JME) en otros horarios. Esta es una de las franjas más populares de la televisión japonesa, con altos índices de sintonía a pesar de emitirse en la mañana. 
Musume to watashi («Mi hija y yo» (娘と私?)), el primer asadora televisivo', se emitió en blanco y negro de lunes a viernes de 08:40 a 09:00 durante un año, entre el 3 de abril de 1961 y el 30 de marzo de 1962; fue protagonizado por Takeshi Kitazawa. A partir de la segunda serie, Ashita no kaze («El viento de mañana» (あしたの風?)), el asadora se transmitiría de lunes a sábado de 08:15 a 08:30. En 1968, Ashita koso se convertiría en el primer asadora emitido en color. Desde Mizuiro no toki, de 1975, las series emitidas en este espacio pasarían a durar seis meses (con excepción de Oshin, que recibió alargue debido a su éxito y duró un año completo). Sakura (2000) fue el primer asadora emitido en alta definición y a partir de Gegege no nyobō  (2010) el asadora pasaría al horario de las 08:00. El primer asadora grabado en 4K fue Yell (2020), serie a partir de la cual el asadora pierde un episodio de estreno a la semana (el de los sábados, que pasa a convertirse en un resumen de los capítulos emitidos entre semana).

## Losasadoraen el mundo hispanoparlante
El primer asadora emitido en Hispanoamérica fue Oshin, transmitido en Japón en 1983 con altos niveles de sintonía. El primer país que lo emitió fue México a través de la cadena pública Imevisión a finales de la década de 1980. A lo largo de la década de 1990, Oshin llegaría a los demás países de la región, por lo general en cadenas estatales.
Otras series emitidas en América Latina son Carnation (2011-2012, con el título Clavel), Gochisōsan (2012-2013, llamada Bon Appetit! o Comer es vivir) y Hanako to Anne (2014, como Hanako y Anna). Algunas series más recientes, como Hiyokko: echando a volar, Manpuku: barriga llena y Natsuzora (El cielo de Natsu), aparecen disponibles en español en el catálogo internacional de la NHK.